# Henk van Meteren
Hendrikus (Henk) van Meteren (Nijmegen, 17 januari 1944 – Wolfsburg, 9 juli 2025) was een Nederlands voetballer die doorgaans als aanvaller speelde.

## Carrière
Van Meteren begon bij SCE en ging in 1963 naar ACV Vitesse. Hij maakte in 1964 de overstap naar AFC Ajax. Hij brak niet door en ging een jaar later naar ZFC. In augustus 1966 verliet hij de club om in zijn geboorteplaats Nijmegen een bedrijf over te nemen. Hij speelde in een lager team van N.E.C. en ging medio 1967 in de Duitse Regionalliga voor Arminia Hannover spelen. Met zijn club bereikte hij in het seizoen 1967/68 de promotieronde voor promotie naar de Bundesliga. Hierin scoorde Van Meteren twee doelpunten in de acht wedstrijden, maar Arminia Hannover eindigde als laatste in de poule. In het seizoen 1969/70 speelde hij op het hoogste niveau in België voor Beerschot AC waar hij echter maar tweemaal in de competitie en eenmaal in de beker in actie kwam. Vervolgens speelde hij in de Tweede klasse voor Sint-Niklase SK. Vanaf 1972 speelde Van Meteren voor Willem II (SC Tilburg). Begin 1975 raakte hij in conflict met de club omdat hij toestemming had om een trainerscursus te gaan doen, maar de club wist niet dat hij dat aan de Sporthochschule in Keulen wilde gaan doen. Willem II vergat vervolgens zijn contract op te zeggen en betaalde hem niet meer sinds medio 1976. Na een arbitragezaak moest Willem II hem alsnog betalen. In november vertrok Van Meteren uit Tilburg en werd verkocht aan het in de Duitse Regionalliga spelende VfL Wolfsburg. Medio 1977 beëindigde hij zijn loopbaan en werd jeugdtrainer bij Wolfsburg. In december 1978 werd hij hoofdtrainer bij Wolfsburg. In april 1979 werd hij vervangen.
Van Meteren bleef in Wolfsburg wonen en overleed in juli 2025 op 81-jarige leeftijd.